# Mamusa
Mamusa (officieel Mamusa Local Municipality) is een gemeente in het Zuid-Afrikaanse district Dr Ruth Segomotsi Mompati.
Mamusa ligt in de provincie Noordwest en telt 60.355 inwoners.

## Hoofdplaatsen
Het nationaal instituut voor de statistiek, Stats SA, deelt sinds de census 2011 deze gemeente in in 6 zogenaamde hoofdplaatsen (main place):
Amalia • Glaudina • Mamusa [Schweizer-Reneke] NU • Migdol • Molatswanene • Schweizer-Reneke.